# Bratsky (huyện)
Huyện Bratsky (tiếng Nga: ? райо́н) là một huyện hành chính tự quản (raion), của Tỉnh Irkutsk, Nga. Huyện có diện tích 32916 km². Trung tâm của huyện đóng ở Bratsk.